# Paracoccus denitrificans
Paracoccus denitrificans ist ein unbewegliches, coccoides, Gram-negatives Bakterium, das im Boden, Abwasser oder Klärschlamm vorkommt. Es wurde 1910 als Micrococcus denitrificans von Martinus Beijerinck aus Gartenboden isoliert.
Die Gattung Paracoccus wurde 1969 von Davis et al. kreiert mit Paracoccus denitrificans als Typ-Spezies.
Das fakultativ anaerobe, fakultativ chemolithoautotrophe, nicht fermentierende Bakterium wird phylogenetisch nach seiner 16S rRNA Sequenz zur α3-Untergruppe (Rhodobacter Gruppe) der Proteobakterien (Purpurbakterien) zugeordnet, der auch die photosynthetischen Bakterien Rhodobacter sphaeroides und Rhodobacter capsulatus angehören.
Den Stoffwechsel betreffend ist Paracoccus denitrificans sehr vielseitig. So sind alle Enzyme des Citratzyklus vorhanden. Eine Glycolyse findet nicht statt, stattdessen wird Glukose über den Entner-Douderoff-Weg, den Pentosephosphatweg oder über eine Kombination der beiden Wege metabolisiert. Unter anaeroben Bedingungen, in Gegenwart von Nitraten, nutzt P. denitrificans für seinen Energiestoffwechsel die Denitrifikation, daher der Artname. P. denitrificans kann ebenfalls in vollständiger Abwesenheit von organischen Substanzen leben, mit Wasserstoff (H2) als Substrat für den Energiestoffwechsel und Kohlendioxid (CO2) als Substrat für den Baustoffwechsel, hierbei man spricht von Chemolithoautotrophie. Hierbei wird Wasserstoff gespalten, von daher wird auch die Bezeichnung Knallgasreaktion für diesen Art der Chemolithotrophie verwendet. Andere Bakterienarten, die diesen Stoffwechselweg einsetzen sind Knallgasbakterien sind z. B. Derxia gummosa, Bradyrhizobium japonicum und Hydrogenobacter thermophilus.
Die aerobe Atmungskette von P. denitrificans hat große Ähnlichkeit mit der Atmungskette der Mitochondrien, die nach der Endosymbiontentheorie aus einem gemeinsamen Vorläufer hervorgegangen sind.
Das Genom von P. denitrificans wurde 2004 sequenziert.